# کراکوف ۴۶۹۷۷
سیارک ۴۶۹۷۷ (به انگلیسی: 46977 Krakow، نامگذاری:1998SE144) چهل و شش هزار و نهصد و هفتاد و هفتمین سیارک کشف شده‌است که در ۱۸ سپتامبر ۱۹۹۸ کشف شد.